# Wadjigu
Wadjigu är ett utdött australiskt språk. Wadjigu talades i Queensland i Australien. Wadjigu tillhörde de pama-nyunganska språken.